# 魏国强
魏国强（1964年11月—），男，汉族，江苏丹阳人，中华人民共和国政治人物。南京师范学院数学系毕业，中共中央党校马克思主义哲学专业在职研究生学历。

## 生平
1984年8月参加工作，1990年5月加入中国共产党。历任中共江苏省丹徒县委常委、县纪委书记，句容市委书记，镇江新区党工委书记、镇江市委常委等职。2003年4月，任共青团江苏省委书记。2008年4月，任中共连云港市委副书记、组织部部长。2011年9月，任中共盐城市委副书记、代市长，2012年1月正式当选市长。2014年7月，任中共宿迁市委书记。2018年1月，当选江苏省人大常委会副主任。2018年10月25日，中华全国总工会第十七届执行委员会召开第一次全体会议，选举全总十七届执委会主席、副主席和主席团委员，他当选为全总主席团委员。